# Croydon (borgo di Londra)
Il London Borough of Croydon è un borgo di Londra, il maggiore per numero di abitanti, che si trova nella parte meridionale della città, nella Londra esterna.
Venne istituito nel 1965, fondendo i precedenti Distretto urbano di Coulsdon e Purley ed il County Borough of Croydon.
Croydon è nota per essere sede di uno dei primi aeroporti civili sul suolo britannico, che servì come principale aeroscalo di Londra fino all'apertura di Gatwick e, successivamente, di Heathrow.

## Distretti
- Addington
- Addiscombe
- Ashburton
- Broad Green
- Coombe
- Coulsdon
- Croydon - l'area principale
- Crystal Palace - insieme a Lambeth, Southwark, Lewisham e Bromley
- Forestdale
- Hamsey Green
- Kenley
- New Addington
- Norbury
- Pollards Hill
- Purley
- Sanderstead
- Selhurst
- Selsdon
- Shirley
- South Croydon
- South Norwood
- Thornton Heath
- Upper Norwood
- Waddon
- West Croydon
- Woodside
- Whyteleafe

## Amministrazione

### Gemellaggi
- Arnhem